# Vis (ville)
Pour les articles homonymes, voir Vis.
Vis est un village et une municipalité située sur l'ile de Vis, dans le Comitat de Split-Dalmatie, en Croatie. Au recensement de 2001 la municipalité comptait 1 960 habitants, dont 91,38 % de Croates et la ville seule comptait 1 776 habitants.

## Histoire
Les ruines d'un théâtre (aujourd'hui muré dans les fondations du couvent franciscain de la petite péninsule de Pirovo) et un cimetière hellénistique prouvent que le village de Vis est une des plus vieilles installations urbaines en Croatie. Sous le nom d'Isa , il fut fondé par le tyran de Syracuse Denys l'Ancien vers l'an 397 avant Jésus-Christ. Cette petite cité fut à l'époque tellement puissante qu'elle fonda des colonies aux emplacements des lieux modernes de Trogir, Stobreč (en), et Lumbarda sur l'île de Korčula.
Dans la collection archéologique du musée de Vis (qui se trouve dans l'ancienne forteresse autrichienne de Batarija), se trouvent une tête en bronze de la déesse Artemis, mais aussi des bustes, des vases, des récipients, et une collection d'amphores trouvées en mer à proximité du rivage. Des stèles sépulcrales hellénistiques sont aussi à voir dans un secteur du village.

## Localités
La municipalité de Vis compte 9 localités :
| - Dračevo Polje - Marinje Zemlje - Milna - Plisko Polje - Podselje | - Podstražje - Rogačić - Rukavac - Vis |